# Rue Albéric-Magnard
La rue Albéric-Magnard est une voie du 16e arrondissement de Paris, en France.

## Situation et accès
La rue Albéric-Magnard est une voie publique située dans le 16e arrondissement de Paris. Longue de 228 mètres, elle commence au 5, rue Octave-Feuillet et finit en impasse au-delà de la rue d'Andigné. Elle croise en son milieu la rue de Franqueville.
Le quartier est desservi par la ligne 9 à la station La Muette. La gare de l'avenue Henri-Martin et la gare de Boulainvilliers de la ligne C se situent à proximité, l’une au nord et l’autre au sud.

## Origine du nom

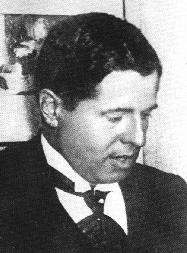
Le compositeur Albéric Magnard.

La rue porte le nom du compositeur de musique français Albéric Magnard (1865-1914), tué par les Allemands dans l’Oise. Primitivement nommée « rue Richard-Wagner », elle fut renommée dans le contexte de l’après-Première Guerre mondiale car le compositeur allemand Richard Wagner (1813-1883) était alors perçu comme le symbole culturel par excellence de l’ennemi.

## Historique
Cette voie est ouverte en 1904 sous le nom de « rue Richard-Wagner » entre la rue Octave-Feuillet et la rue de Franqueville. Elle est classée dans la voirie parisienne par un décret du 15 mars 1927, avant de prendre sa dénomination actuelle par un arrêté du 28 mai 1927.
En 1923, elle est prolongée, sur l'emplacement de l'ancien parc de la Muette. Cette partie située au-delà de la rue de Franqueville, dénommée « rue Albéric-Magnard-prolongée », est classée dans la voirie parisienne en prenant sa dénomination actuelle par un arrêté du 22 mai 1931.

## Bâtiments remarquables et lieux de mémoire
- No 3 : délégations du Chili et de l'Autriche auprès de l'OCDE[4].
- No 4 : en 1932, cet immeuble de rapport de 1134 m2, alors en cours de construction, est mis en vente[5]. Un écriteau apposé près de la porte d’entrée indique qu’on y trouve l’actuelle résidence de l’ambassadeur du Congo en France. Un espace vert de 760 m2 se situe à l’arrière du bâtiment, dont 250 m2 sont dévolus à l’immeuble[6].
- No 7 : résidence de l'ambassadeur du Népal à Paris.
- No 12 : hôtel particulier construit par l’architecte Hulot[7] en 1902, à l’angle de la rue Albéric-Magnard et de la rue de Franqueville, pour l'une des filles du comte de Franqueville. Il est acquis en 1920 par  le militaire et homme d’affaires Gaston Gradis (1889-1968), époux de Georgette Deutsch de La Meurthe, fille de Henry Deutsch de la Meurthe. En 1935, après le divorce du couple, le bâtiment reste entre les mains de cette dernière. Pendant la Seconde Guerre mondiale, l’hôtel est occupé par un officier allemand. Il reste ensuite de longues années à l’abandon, sa propriétaire refusant de s'en séparer, et est finalement vendu après sa mort, en 1988, à une société immobilière qui le découpe en appartements[8]. L'hôtel, qui ne comptait que deux étages à l’origine[9], a été surélevé de deux étages supplémentaires et est aujourd'hui divisé en neuf appartements.
- No 15 (démoli) : hôtel Ducharne, de style Art déco, construit en 1923-1925 par l’architecte Pierre Patout pour le soyer François Ducharne[10],[11] et décoré par l’ensemblier Jacques-Émile Ruhlmann[12].
- No 18 : résidence de l'ambassadeur de Thaïlande à Paris.
- No 20 : services consulaires de l'ambassade d'Inde à Paris.
- No 23 : la délivrance du permis de construire de cette luxueuse résidence de 5 étages, en 1964, a suscité maints remous au sein du conseil municipal[13].

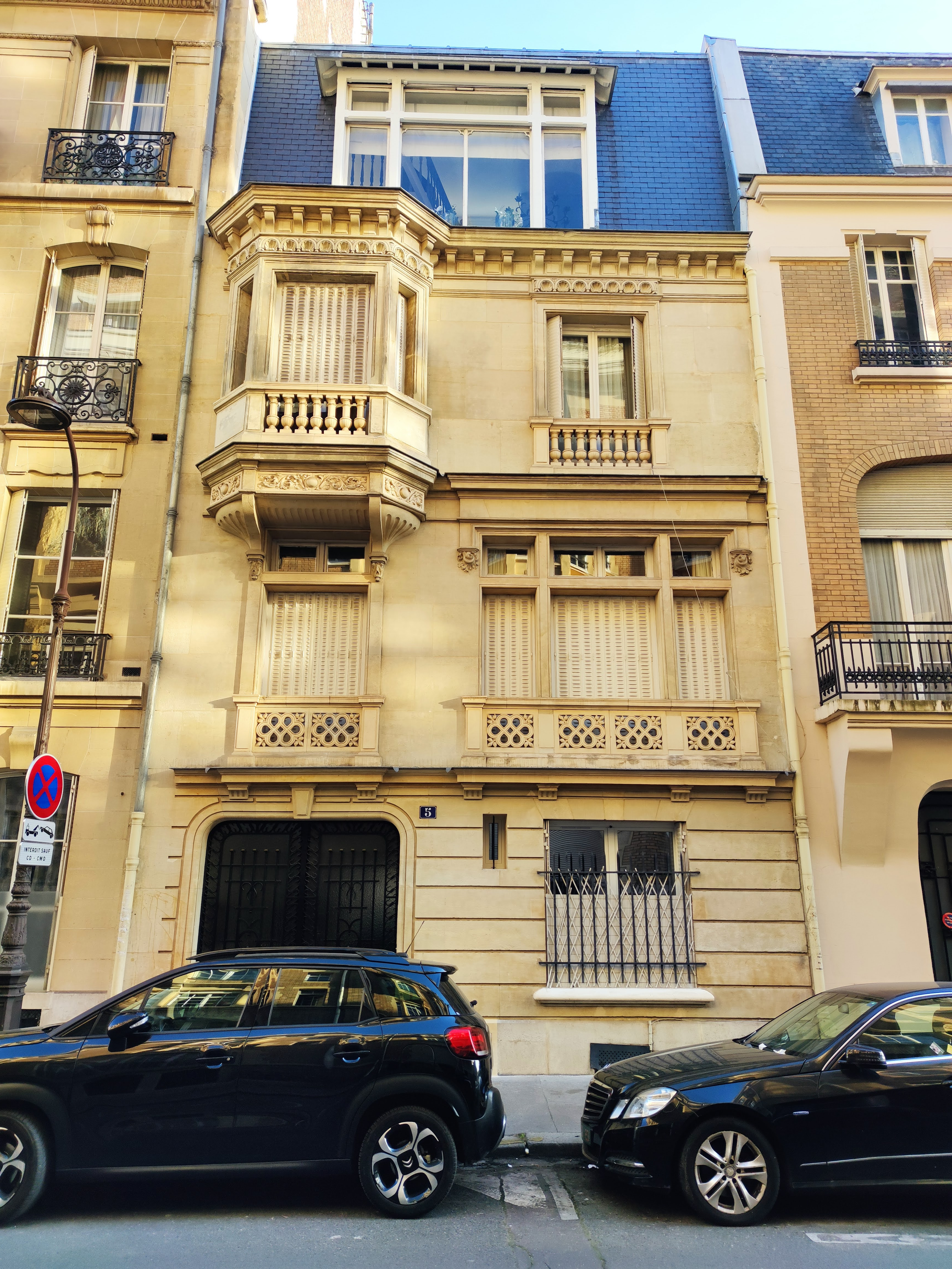
No 5.
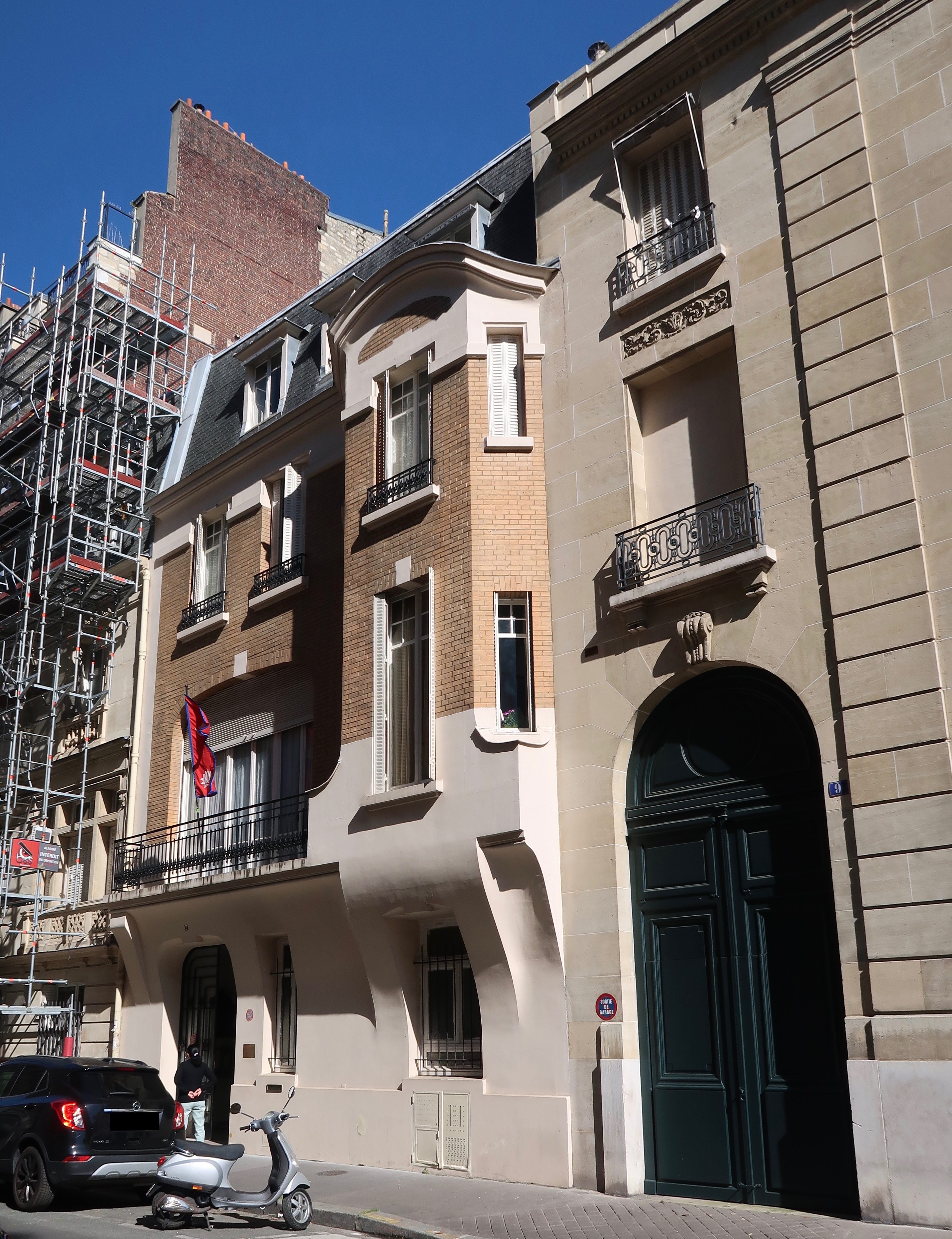
No 7.
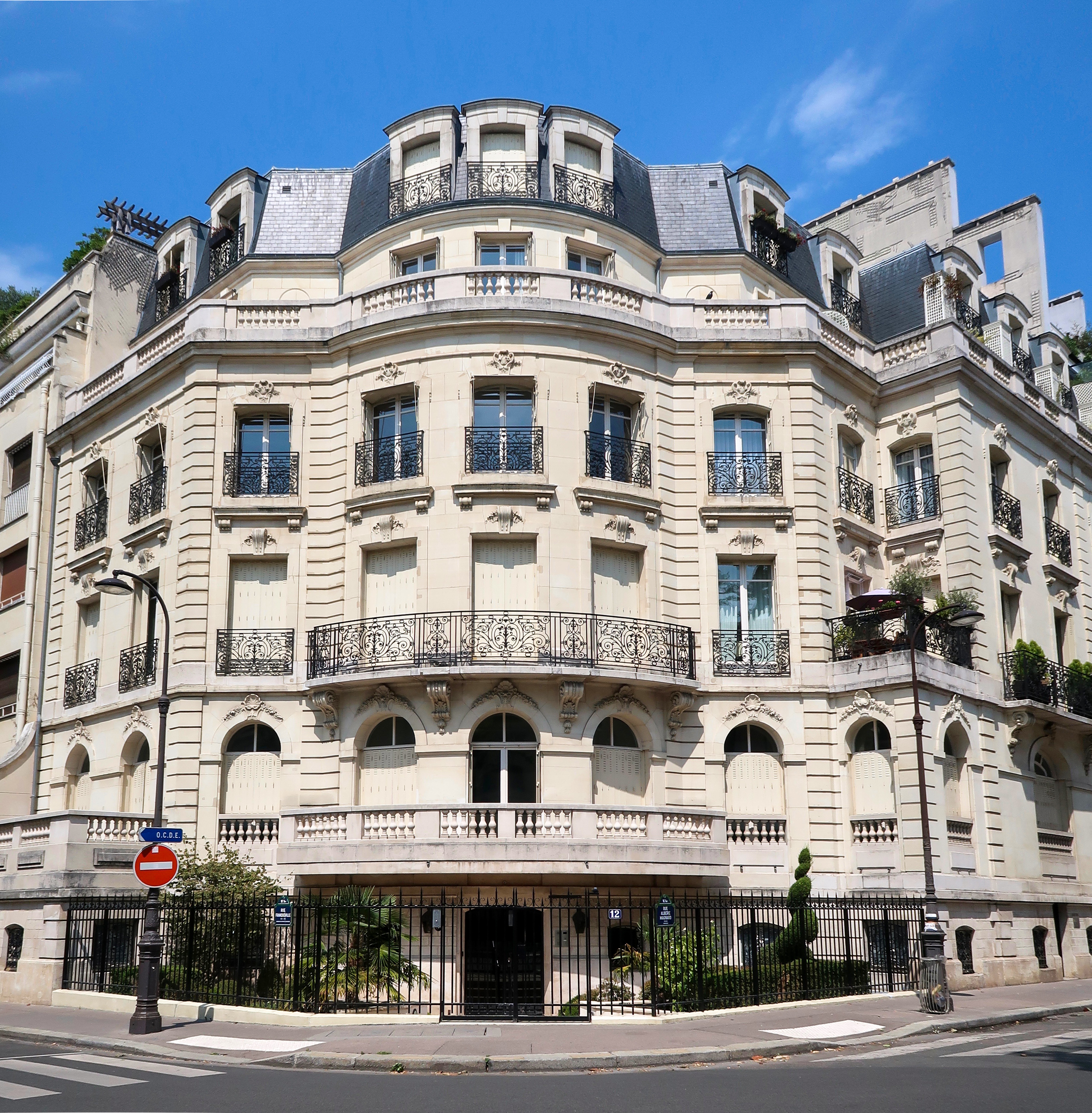
No 12.
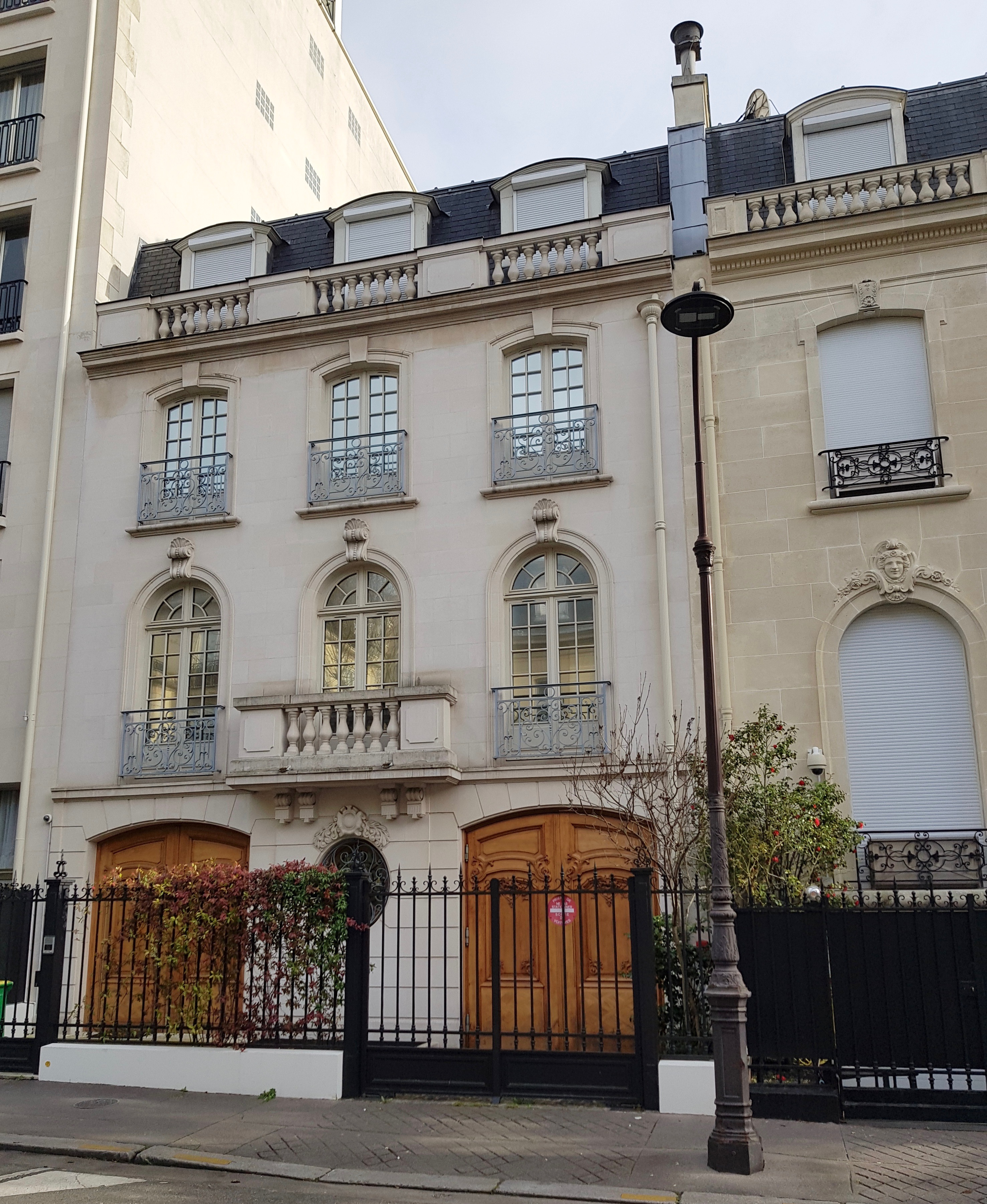
No 17.
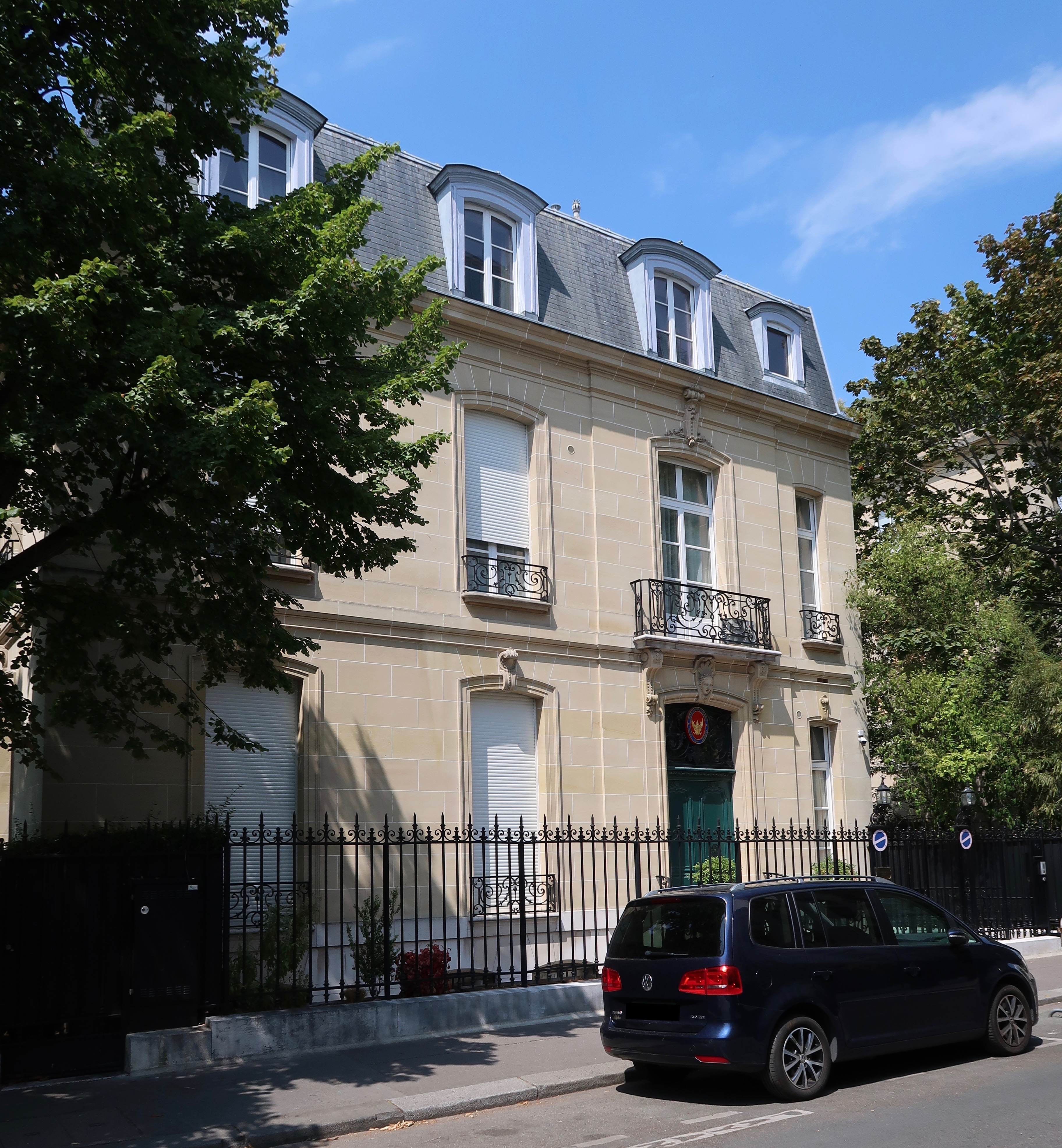
No 18.
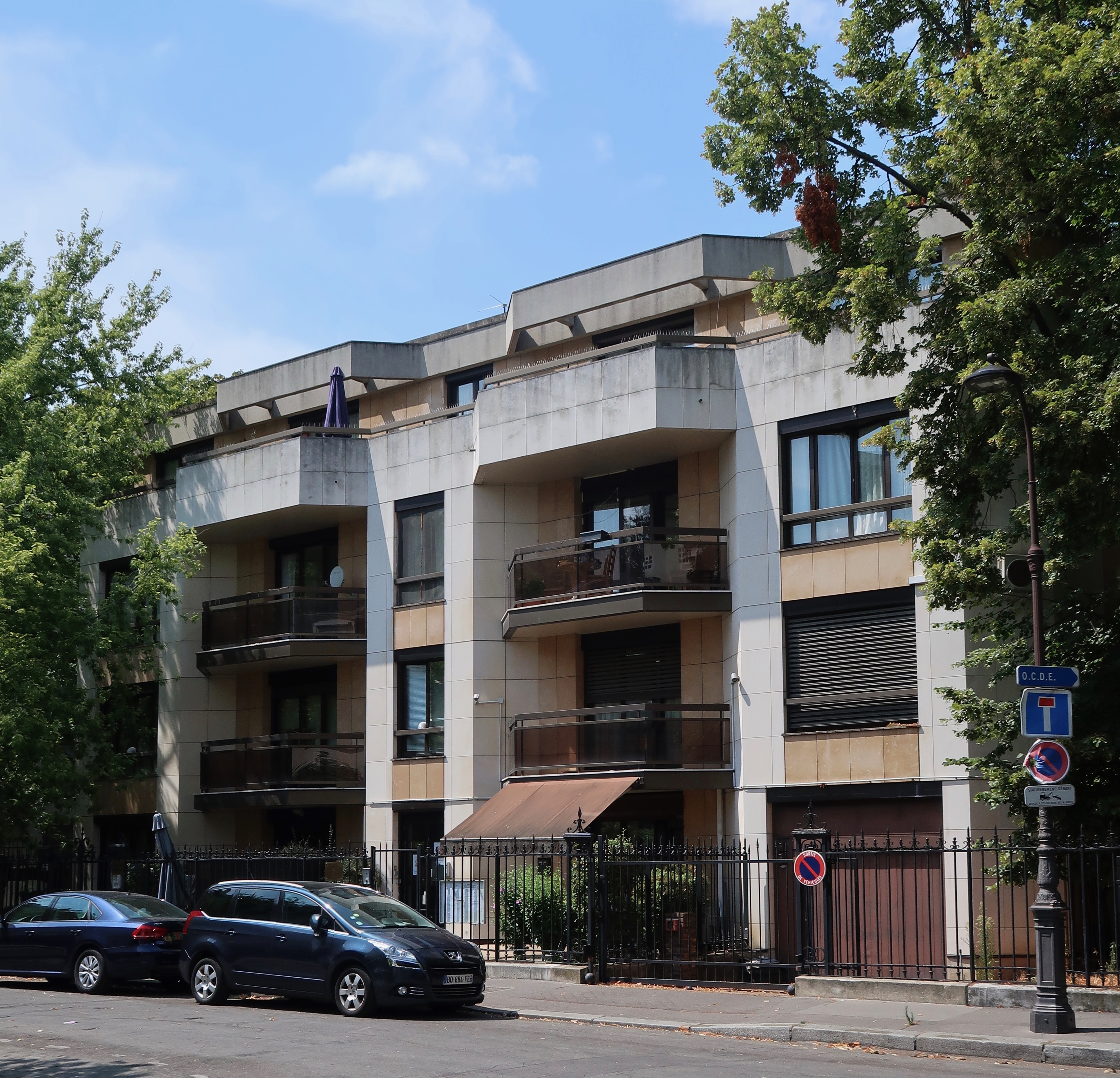
No 20.
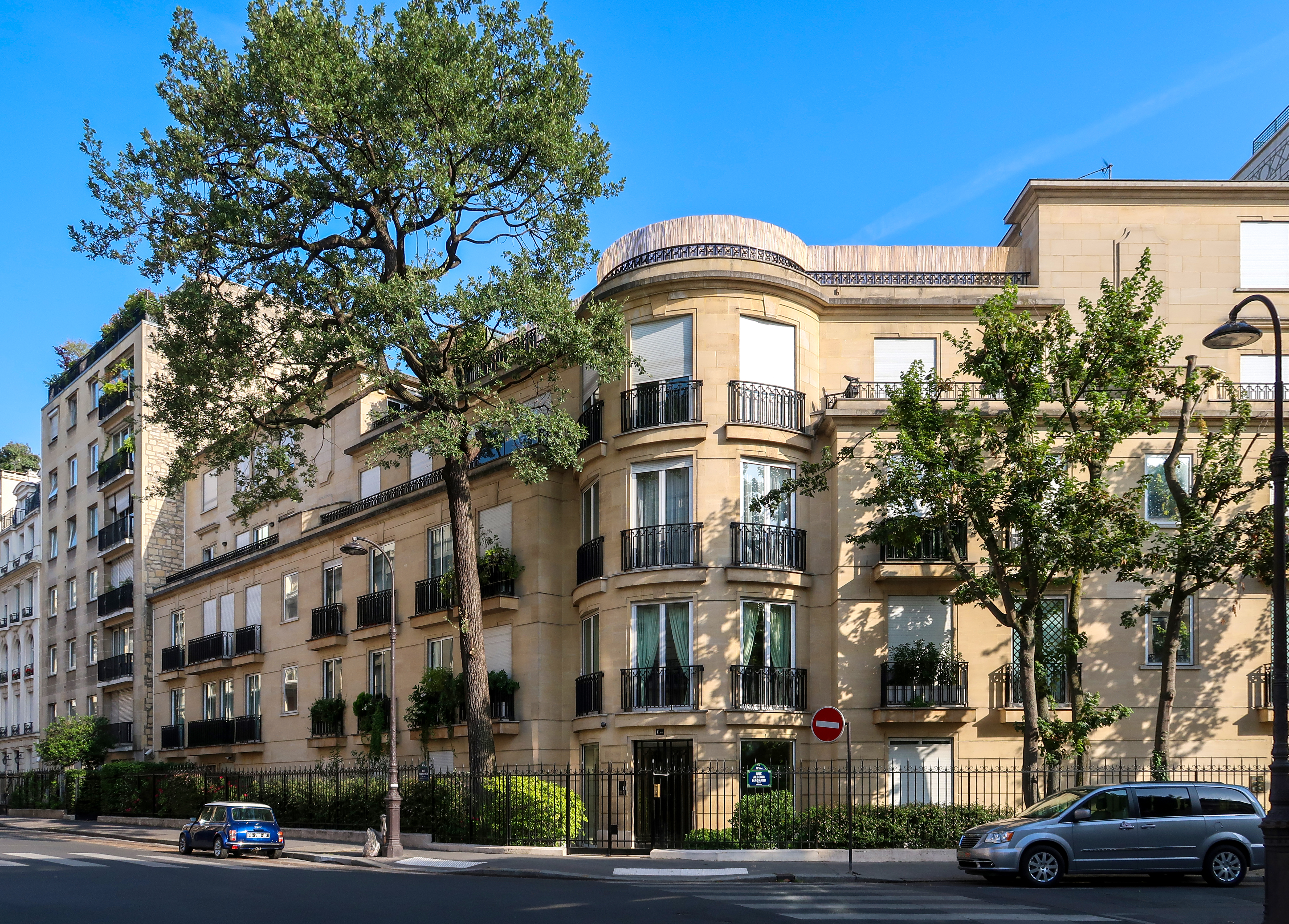
Croisement avec la rue de Franqueville.